# Ацетилхолинэстераза
Ацетилхолинэстераза (сокр. АХЭ, англ. AChE, КФ 3.1.1.7) — гидролитический фермент из семейства эстераз, который содержится в синапсах и катализирует гидролиз нейромедиатора ацетилхолина до холина и остатка уксусной кислоты. Реакция, катализируемая ацетилхолинэстеразой, необходима для дезактивации ацетилхолина в синаптической щели и перехода клетки-мишени в состояние покоя (например, для расслабления мышечной клетки). Поэтому ингибиторы ацетилхолинэстеразы (фосфорорганические инсектициды, ДФФ, зарин, зоман и V-газы, фасцикулин и некоторые другие пептиды змеиных ядов) — мощные токсины, воздействие которых на организм человека обычно приводит к смерти от судорог дыхательной мускулатуры.
Ген, кодирующий фермент ацетилхолинэстеразу у человека, находится на длинном плече седьмой хромосомы.
У человека за счёт альтернативного сплайсинга образуется четыре изоформы AChE — T, H, R и 4 .
В синапсах (в частности, в концевых пластинках нервно-мышечных синапсов) AChE присутствует в виде тетрамера изоформы T?, присоединённого к коллагеноподобному белку, который кодируется отдельным геном COLQ . Мутация этого гена является одной из наиболее распространённых причин наследственной миастении (myasthenia gravis) . C помощью коллагеноподобного «хвоста» ацетилхолинэстераза прикрепляется к протеогликану перлекану, входящему в состав базальной пластинки синапса. Перлекан, в свою очередь, присоединяется к дистрогликановому комплексу, встроенному в постсинаптическую мембрану мышечной клетки .
Ацетилхолинэстераза обнаружена в плазматических мембранах эритроцитов (изоформа H, заякоренная в мембране с помощью присоединенной жирной кислоты) и является Yt-антигеном крови. Вариант His-353 (обычный вариант с гистидином в 353 положении цепи) соответствует группе Yt(a), редкий вариант Asn-353 — группе Yt(b).
В нейронах AChE может локализоваться внутриклеточно (изоформа T). Показано, что накопление AChE внутри ядер клеток нейробластомы приводит к апоптозу.